# Lesina
Lesina (лат.) — род кузнечиков из подсемейства Conocephalinae Burmeister, 1838. Юго-Восточная Азия. 

## Описание
Кузнечики среднего размера, буровато-землянистого цвета (длина от 4 см у Lesina karnyi до 7 см у Lesina blanchardi) с листовидными крыльями и многочисленными шипами на верхней части груди (образующих у некоторых видов форму зубцов короны); на голове роговидный шип, расположенный между глазами. Усики очень длинные. Голова крупная, глаза мелкие. Мимикрируют под сухой лист или веточку.
- подрод Ellatodon Caudell, 1927[1]
  - Lesina blanchardi (Brongniart, 1890)[2][8]
    - =Ellatodon blanchardi (Brongniart, 1890)
    - =Megalodon blanchardi Brongniart, 1890

  - Lesina maxima Gorochov & Berezin, 2016[6]
- подрод Lesina Walker, 1869
  - Lesina ensifera (Brullé, 1835)[3]
    - =Eumegalodon ensifer (Brullé, 1835)
    - =Megalodon ensifer Brullé, 1835

  - Lesina intermedia (Karny, 1923)[9][10]
  - Lesina karnyi de Jong, 1942[7]
  - Lesina lutescens Walker, 1869[11] typus
  - Lesina vaginata (Karny, 1923)[9]